# Three Lions
Three Lions (с англ. — «Три льва»), полное название Three Lions (Football's Coming Home) (с англ. — «Три льва (Футбол возвращается домой)») — песня британской рок-группы The Lightning Seeds и юмористов Дэвида Бэддиела и Фрэнка Скиннера, ведущих футбольно-юмористической программы Fantasy Football League. Выпущена 20 мая 1996 года в канун чемпионата Европы по футболу, который должен был состояться в Англии. Авторами песни являются вокалист группы Lightning Seeds Ян Брауди (музыка), Дэвид Бэддиел и Фрэнк Скиннер (текст). Все они исполняют вокальные партии на записи.
Название песни дано по эмблеме сборной Англии по футболу и Футбольной ассоциации Англии, которая представляет собой стилизованный герб Англии, восходящий к гербу Ричарда I Львиное Сердце. Начиная с 1996 года, песня является официальным гимном сборной Англии по футболу и фактическим гимном всего английского футбола, а её припев всегда исполняется на матчах сборной Англии в качестве фанатской кричалки.
Это одна из трёх песен, которые попадали на вершину британских чартов с разными текстами: другими являются песни Mambo No. 5 (исполнители — Лу Бега и Боб-строитель) и Do They Know It's Christmas? (исполнители Band Aid, Band Aid 20 и Band Aid 30). В канун каждого международного турнира с участием сборной Англии песня регулярно занимает верхние позиции ведущих чартов Великобритании.

## Текст песни
В отличие от множества песен о футболе, в которых тексты вселяют уверенность в сердца болельщиков той или иной команды, в основу текста положено разочарование и усталость от неудач — после выигранного чемпионата мира 1966 года англичане в канун чемпионата Европы 1996 года не смогли выиграть ни один турнир, вследствие чего всякий раз их болельщики испытывали закономерное разочарование. На записи присутствуют фрагменты эфиров, в которых свои пессимистические взгляды высказывают разные футбольные комментаторы:
- Алан Хансен: «Плохие новости для англичан, как мне кажется» (англ. I think it's bad news for the English game).
- Тревор Брукинг: «Мы недостаточно креативны и позитивны» (англ. We're not creative enough; we're not positive enough).
- Джимми Хилл: «У нас и дальше будут плохие результаты» (англ. We'll go on getting bad results).

Однако на фоне этих неудач лирический герой отказывается опускать руки, снова в канун турнира получая надежду на чемпионство: «I know that was then, but it could be again» (с англ. — «Я знаю, что это было тогда, но это может случиться вновь»). Звучащий в песне хор скандирует «It's coming home, it's coming home, it's coming — football's coming home» (с англ. — «Он возвращается домой, он возвращается домой, он идёт — футбол возвращается домой»), что символизирует не только возрождение былой славы сборной Англии, но и возвращение современной игры на её историческую родину (лозунгом турнира стала фраза «Football comes home»). В припеве выражается слепая вера болельщиков в том, что спустя 30 лет сборная наконец-то сможет выиграть ещё один трофей:
Три льва на майке

Жюль Риме всё ещё блестит

Тридцать лет боли

Не запретят мне мечтать
Оригинальный текст (англ.)Three lions on a shirt

Jules Rimet still gleaming

Thirty years of hurt

Never stopped me dreaming

В песне упоминаются имена английских звёзд футбола и моментов, связанных с их выступлениями за сборную:
- Бобби Мур — «That tackle by Moore» (с англ. — «Тот подкат Мура»), подкат Мура против Жаирзиньо на чемпионате мира 1970
- Гари Линекер — «When Lineker scored» (с англ. — «Когда забил Линекер»), гол Линекера в полуфинале против Германии на чемпионате мира 1990
- Бобби Чарлтон — «Bobby belting the ball» (с англ. — «Бобби, врезавший по мячу»), дальний гол Чарльтона в ворота Мексики на чемпионате мира 1966
- Нобби Стайлз — «And Nobby dancing» (с англ. — «И танцующий Нобби»), победный танец Стайлза с кубком в руках после финала 1966 года

Согласно автобиографии Фрэнка Скиннера, третьей строчкой должна была стать фраза «Butcher ready for war» (с англ. — «Бутчер готов к войне»), которая посвящалась Терри Бутчеру — 6 сентября 1989 года в матче против Швеции он разбил голову в кровь и запачкал кровью футболку, но доиграл до конца. В 2021 году Дэвид Бэддиел обнаружил случайно листок бумаги с первым текстом песни, где была строчка «Terry Butcher at war» (с англ. — «Терри Бутчер на войне»). Причиной замены строчки стала просьба Футбольной ассоциации Англии, которая прорабатывала текст: чиновники решили, что строчку про Терри Бутчера могут истолковать как отсылку к футбольным хулиганам, что могло стать ударом по репутации англичан. Тем не менее, в 1998 году при перезаписи песни с новым текстом строчку со словами «ready for war» посвятили Полу Инсу, который в 1997 году в матче против Италии также сыграл добрую часть матча в окровавленной футболке.
Ближе к концу песни звучат несколько голосов комментаторов, которые запечатлели позитивные моменты в игре сборной Англии:
- Джон Мотсон: «Англия сделала это! На последней минуте овертайма!» (с англ. — «England have done it! In the last minute of extra time!») — гол Дэвида Платта в ворота сборной Бельгии на чемпионате мира 1990.
- Дэвид Коулман[англ.]: «Вот это сэйв! Гордон Бэнкс!» (с англ. — «What a save! Gordon Banks!») — сэйв Гордона Бэнкса на чемпионате мира 1970 года после удара головой Пеле
- Гарри Карпентер[англ.]: «Старая добрая Англия, Англия, что не умела играть в футбол [...] У Англии теперь всё в кармане!» (с англ. — «Good old England, England that couldn't play football [...] England have got it in the bag»).

Звучащие в начале песни кричалки фанатов — это голоса фанатов клуба «Брондбю» на «Энфилде» в матче октября 1995 года в рамках Кубка УЕФА.
На официальном CD-сборнике The Beautiful Game – Official Album of Euro 96 есть два трека, на которых Бэддиел, Скиннер и Брауди обсуждают текст. Первый трек «Three Lions Version One» содержит такой вариант текста:
Три льва на майке

Как раз там, где написано «Umbro»

Белый показывает, где грязь,

А на сером не очень видно
Оригинальный текст (англ.)Three Lions on a shirt

Just near where it says Umbro

The white one shows the dirt

The grey one not as much so...

На треке «Three Lions Version Two» авторы пытаются спародировать телеведущего Брюса Форсайта, причём Скиннер предлагает спародировать его передачу Play Your Cards Right и его коронные фразы, включая в припев строчки «Nothing for a pair / Dollies do your dealing...».

## Успех
В 1996 году наблюдался расцвет брит-попа, и группа The Lightning Seeds благодаря этому добилась успеха с песней. Англия дошла на чемпионате Европы 1996 года до полуфинала, а песня заняла первые места в ряде чартов: её исполняли фанаты после побед Англии над сборными Шотландии, Нидерландов и Испании. Популярность была настолько велика, что её стали подпевать и другие фанаты: по свидетельству игрока сборной Германии Юргена Клинсманна, которая победила англичан в полуфинале и выиграла Евро, немецкие фанаты пели песню на пути к стадиону, а затем исполнили её во Франкфурте-на-Майне во время торжественного парада чемпионов и выноса Кубка Европы на балкон Рёмера. Песня заняла 49-е место в немецком чарте German Singles Chart. Её же исполняли немецкие фанаты на новом «Уэмбли» в 2007 году.
Оригинальная версия всё ещё звучит на международных турнирах во время матчей сборной Англии по футболу: на чемпионате мира 2006 года во время матча против Парагвая комментатор Джон Мотсон назвал её лучшей из футбольных песен. По состоянию на июнь 2018 года было продано 1,6 млн. копий в одной только Великобритании.

### Возвращение в 2018 году
В 2018 году в UK Singles Chart песня опять оказалась на первом месте, поскольку сборная Англии по футболу дошла до полуфинала чемпионата мира в России, а слова «It's coming home» стали цитироваться невероятными объёмами в соцсетях. Первый раз в истории звукозаписывающей индустрии Великобритании одна и та же песня в разные годы забиралась на первое место хит-парада. В чарте UK Singles Chart песня была на первом месте с 13 по 19 июля 2018 года: до этого момента она была лишь на 24-м месте.
Однако после поражения Англии от Хорватии в полуфинале и проигрыша Бельгии в матче за 3-е место песня в итоге упала на 97-е место, что стало антирекордом по потере позиций в чате. Позже этот антирекорд перебила песня Last Christmas группы Wham!, которая до 1 января 2021 года занимала уверенное 1-е место, а затем вообще выбыла из Топ-100, однако если учитывать тот факт, что в Топ-100 Last Christmas вообще не появлялись после этого падения, то формально антирекорд по потере мест всё ещё принадлежит «Three Lions»
После поражения Англии от Хорватии в полуфинале чемпионата мира капитан хорватов Лука Модрич заявил, что песня показалась для его сборной откровенно возмутительной и в итоге стала дополнительным мотиватором, чтобы выиграть у Англии. Тренировавший англичан Гарет Саутгейт в ответ на претензии Модрича заявил, что хорваты просто не понимают английский юмор.

### Треклистинг
1. "Three Lions" – 3:44
2. "Three Lions" (Jules Rimet extended mix) – 6:14
3. "Three Lions" (karaoke version) – 3:45

## Чарты

### Еженедельные
| Чарт (1996)                        | Топовая позиция |
| ---------------------------------- | --------------- |
| Europe (Eurochart Hot 100)         | 8               |
| Германия (GfK)                     | 49              |
| Iceland (Íslenski Listinn Topp 40) | 27              |
| Ирландия (IRMA)                    | 9               |
| Норвегия (VG-lista)                | 7               |
| Шотландия (OCC Scotland)           | 6               |
| Великобритания (OCC UK Singles)    | 1               |

| Чарт (2002)                | Топовая позиция |
| -------------------------- | --------------- |
| Europe (Eurochart Hot 100) | 58              |
| Шотландия (OCC Scotland)   | 36              |
| UK Singles (OCC)           | 16              |

| Чарт (2006)              | Топовая позиция |
| ------------------------ | --------------- |
| Шотландия (OCC Scotland) | 52              |
| UK Singles (OCC)         | 9               |

| Чарт (2008)                     | Топовая позиция |
| ------------------------------- | --------------- |
| Швейцария (Schweizer Hitparade) | 44              |

| Чарт (2010)              | Топовая позиция |
| ------------------------ | --------------- |
| Шотландия (OCC Scotland) | 43              |
| UK Singles (OCC)         | 10              |

| Чарт (2012)      | Топовая позиция |
| ---------------- | --------------- |
| UK Singles (OCC) | 77              |

| Чарт (2014)              | Топовая позиция |
| ------------------------ | --------------- |
| Шотландия (OCC Scotland) | 97              |
| UK Singles (OCC)         | 27              |

| Чарт (2016)      | Топовая позиция |
| ---------------- | --------------- |
| UK Singles (OCC) | 84              |

| Чарт (2018)              | Топовая позиция |
| ------------------------ | --------------- |
| Ирландия (IRMA)          | 65              |
| Шотландия (OCC Scotland) | 5               |
| UK Singles (OCC)         | 1               |

| Чарт (1996)                | Позиция |
| -------------------------- | ------- |
| Europe (Eurochart Hot 100) | 92      |
| UK Singles (OCC)           | 7       |

### Сертификаты
| Регион                                                                      | Сертификация  | Продажи   |
| --------------------------------------------------------------------------- | ------------- | --------- |
| Великобритания (BPI)                                                        | 2× Платиновый | 1 200 000 |
| Данные о продажах + прослушиваниях приведены только на основе сертификации. |               |           |

## 3 Lions '98
3 Lions '98 вышла в 1998 году в канун чемпионата мира во Франции и осталась всё ещё актуальной: Англия проиграла немцам по пенальти в полуфинале чемпионата Европы. Новая версия была уже неофициальным гимном сборной Англии на чемпионате мира, но сумела обойти официальную песню (How Does It Feel to Be) On Top of the World? и снова занять первое место (официальная осталась на 9-м месте). Песня начинается с записи со стадиона, на котором фанаты поют песню во время чемпионата Европы, на фоне чего слышны комментарии Джонатана Пирса в тот момент, когда Гарет Саутгейт не забил решающий пенальти в послематчевой серии (сэмплы с речью Пирса с других матчей были на той же записи).
Текст песни был изменён с учётом событий Евро-1996 и выступления игроков в отборе к чемпионату мира 1998 года. В частности, в песне упоминались следующие игроки:
- Пол Инс — «Ince ready for war» (с англ. — «Инс готов к войне»), трибьют Инсу, который играл в окровавленной футболке (как и Терри Бутчер) в 1997 году в отборе против Италии, что позволило англичанам выйти напрямую на чемпионат мира.
- Пол Гаскойн — «Gazza good as before» (с англ. — «Газза хорош, как и прежде»), возвращение Пола Гаскойна в строй и его гол Шотландии на Евро-1996
- Алан Ширер — «Shearer certain to score» (с англ. — «Ширер нацелен забивать»), пять голов Алана Ширера и приз лучшему бомбардиру Евро-1996, невзирая на его плохую форму в канун чемпионата мира
- Стюарт Пирс — «And Psycho screaming» (с англ. — «И орущий Псих»), забитый Стюартом Пирсом послематчевый пенальти в четвертьфинале против Испании и победный крик Пирса[47], который был не только фирменным празднованием гола, но также символизировал искупление Пирсом вины за смазанный в полуфинале чемпионата мира 1990 года аналогичный 11-метровый в серии против Германии.

Однако ни Гаскойн, ни Пирс в окончательную заявку сборной на чемпионат мира во Франции не попали: песня вышла ещё до того, как была оглашена окончательная заявка. На этом сингле также были выпущены караоке-версия (минусовка) и песня «Tout est Possible» (с фр. — «Всё возможно»), представлявшая собой смесь фанатских кричалок и слов комментаторов (в начале шла речь на французском с упоминанием Кубка мира).

### Видеоклип 1998
Перед чемпионатом мира был выпущен клип, в котором английские фанаты играют против немецких: в роли английских фанатов выступали Бэддиел, Скиннер и Броуди. Немецкие болельщики носили футболки с фамилией Штефана Кунца (кроме одного в футболке Юргена Клинсманна), однако эти кадры вырезали в связи с непристойной ассоциацией: фамилия Kuntz при прочтении по правилам английского языка рифмовалась со словом cunts (это нередко обыгрывали Бэддиел и Скиннер). В конце клипа Фрэнк Скиннер окунал руку в заварной крем, держа в руке дыню, а потом поднимал руку так, что издали казалось, что он держал кубок мира: этот фрагмент нередко показывали по немецкому телеканалу Das Erste перед финалом чемпионата мира. В самом клипе снялись Джеффри Хёрст (появлялся в 1996 году), Джон Реджис, Робби Уильямс и Крис Эванс.

### Чарты
| Чарт (1998)                | Топовая позиция |
| -------------------------- | --------------- |
| Europe (Eurochart Hot 100) | 5               |
| Германия (GfK)             | 14              |
| Ирландия (IRMA)            | 14              |
| Норвегия (VG-lista)        | 5               |
| Шотландия (OCC Scotland)   | 14              |
| UK Singles (OCC)           | 1               |

| Чарт (1998)      | Позиция |
| ---------------- | ------- |
| UK Singles (OCC) | 14      |

### Сертификаты
| Регион                                                      | Сертификация | Продажи  |
| ----------------------------------------------------------- | ------------ | -------- |
| Великобритания (BPI)                                        | Платиновый   | 600 000^ |
| ^ Данные о тиражах приведены только на основе сертификации. |              |          |

## Three Lions 2010
Несмотря на то, что в начале 2010 года Фрэнк Скиннер отказался от очередной записи, позже все трое вместе с Робби Уильямсом и Расселом Брэндом собрали группу The Squad и записали новую версию, спродюсированную Тревором Хорном. В записи участвовали хор ACM Gospel Choir, сопрано Оливия Сэйф и комментатор Джон Мотсон. В чартах песня заняла с ходу 21-е место, а также была включена в альбом «England: The Album 2010».

### Треклистинг
CD single
1. "Three Lions" (2010 version) – 4:17
2. "Three Lions" (original version) – 3:36

Digital download
1. "Three Lions" (2010 version) – 4:17
2. "Three Lions" (2010 edit) – 3:37

Asda CD single
1. "Three Lions" (2010 version) – 4:17
2. "Three Lions" (2010 Asda choir version) – 4:16

### Чарты
| Chart (2010)                    | Peak position |
| ------------------------------- | ------------- |
| Шотландия (OCC Scotland)        | 76            |
| Великобритания (OCC UK Singles) | 21            |

## Другие версии
В 2002 и 2006 годах песня 3 Lions '98 перезаписывалась специально к чемпионатам мира в Южной Корее и Японии, а также в Германии. Версия 2006 года заняла 9-е место в UK Singles Chart, а сингл представлял собой DualDisc-версию: на CD вышли обе версии 1996 и 1998 года, а на DVD — два видеоклипа. В 2021 году компания Sony выпустила на 7-дюймовой виниловой пластинке эту же версию. В 2003 году была записана кавер-версия нидерландской группой Hermes House Band.

## Использование в другом контексте
Осенью 1996 года глава Лейбористской партии Тони Блэр выступил с обращением к партии, обыграв припев песни и произнеся: «17 лет боли не запретят нам мечтать, лейбористы возвращаются домой» (англ. Seventeen years of hurt, never stopped us dreaming, Labour's coming home), огласив намерения партии выиграть грядущие выборы. Лейбористы действительно с 1979 года находились в оппозиции к правившей Консервативной партии. В итоге 1 мая 1997 года на выборах лейбористы взяли реванш.
Инди-группа Los Campesinos! для записи альбома «Hello Sadness» адаптировала песню, перезаписав её под названием «Every Defeat a Divorce (Three Lions)» (с англ. — «Каждое поражение — развод (Три льва)»). В тексте песни вокалист Гарет Дэвид утверждал, что поражение Англии на чемпионате мира 1998 года стало для него таким же ударом, как развод его родителей.
Песня «Three Lions» стала также фактическим гимном французского «Страсбура» на домашних матчах. В 1997 году её кавер-версия «Das W auf dem Trikot» (с нем. — «Буква W на футболке») стала гимном бременского «Вердера»: комик-дуэт Original Deutschmacher записал специально эту версию, причём в дуэте выступал Арнд Цайглер (нем. Arnd Zeigler), диктор домашнего стадиона бременцев Везерштадион. В 2008 году ещё одно комик-трио из Ливерпуля «The Scaffold» выпустило версию «3 Shirts on a Line» для благотворительного альбома 2008 года Liverpool – The Number Ones Album по случаю избрания Ливерпуля культурной столицей Европы: название песни отсылало к трём мерсисайдским командам — «Ливерпулю», «Эвертону» и «Транмир Роверс».